# Operazione Herring
L'operazione Herring (in italiano: Aringa) fu un'operazione di infiltrazione e sabotaggio effettuata dalla notte del 20 aprile al 23 aprile 1945 dalle forze alleate e cobelligeranti nell'Italia settentrionale, a sud del fiume Po, allora nel territorio della Repubblica Sociale Italiana.
L'operazione Herring è ricordata come il secondo aviolancio di guerra effettuato in Italia nella storia dei paracadutisti italiani dopo quello su Cefalonia del 30 aprile 1941 comandato dal maggiore Zanninovich (https://www.congedatifolgore.com/it/galleries/30-aprile-1941-la-folgore-si-lancia-a-cefalonia/.)

## Contesto

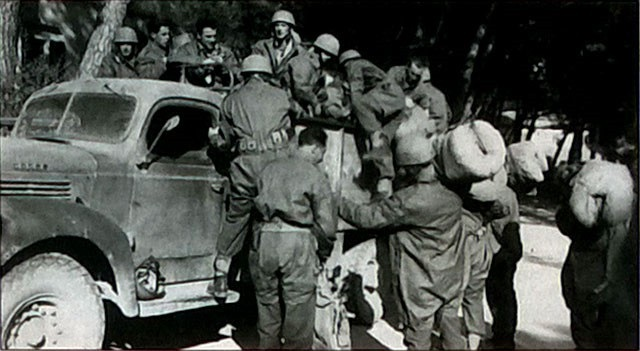
Paracadutisti della Centuria Nembo salgono sull'autocarro diretto all'aeroporto di Rosignano

Prima dello sfondamento della linea gotica, nel marzo 1945 il comando anglo-statunitense pensò di ostacolare il ritiro dell'esercito tedesco prima che questo attraversasse il fiume Po, al di là del quale avrebbe potuto assestarsi. Scopo dell'operazione fu di creare confusione e panico per circa 36 ore nelle retrovie tedesche e anche quella di mettere al sicuro i ponti e le strade principali, al fine di agevolare l'avanzata degli alleati.
Non disponendo in Italia di forze necessarie allo scopo, il comando alleato selezionò un gruppo di 226 paracadutisti italiani, già dipendenti del XIII corpo d'armata britannico, di cui 109 facenti parte delle truppe di fanteria del reggimento "Nembo" (Gruppo di Combattimento Folgore) e 117 dello "Squadrone F" (Folgore) (eredi delle divisioni paracadutisti Folgore e Nembo). Prima del lancio, tutti i paracadutisti italiani selezionati (che non effettuavano più lanci dall'8 settembre 1943) parteciparono ad un veloce addestramento tenuto a Gioia del Colle al fine di prendere confidenza con il paracadute inglese e ad un corso per sabotatori organizzato dall'Italian Special Air Service (ISAS).

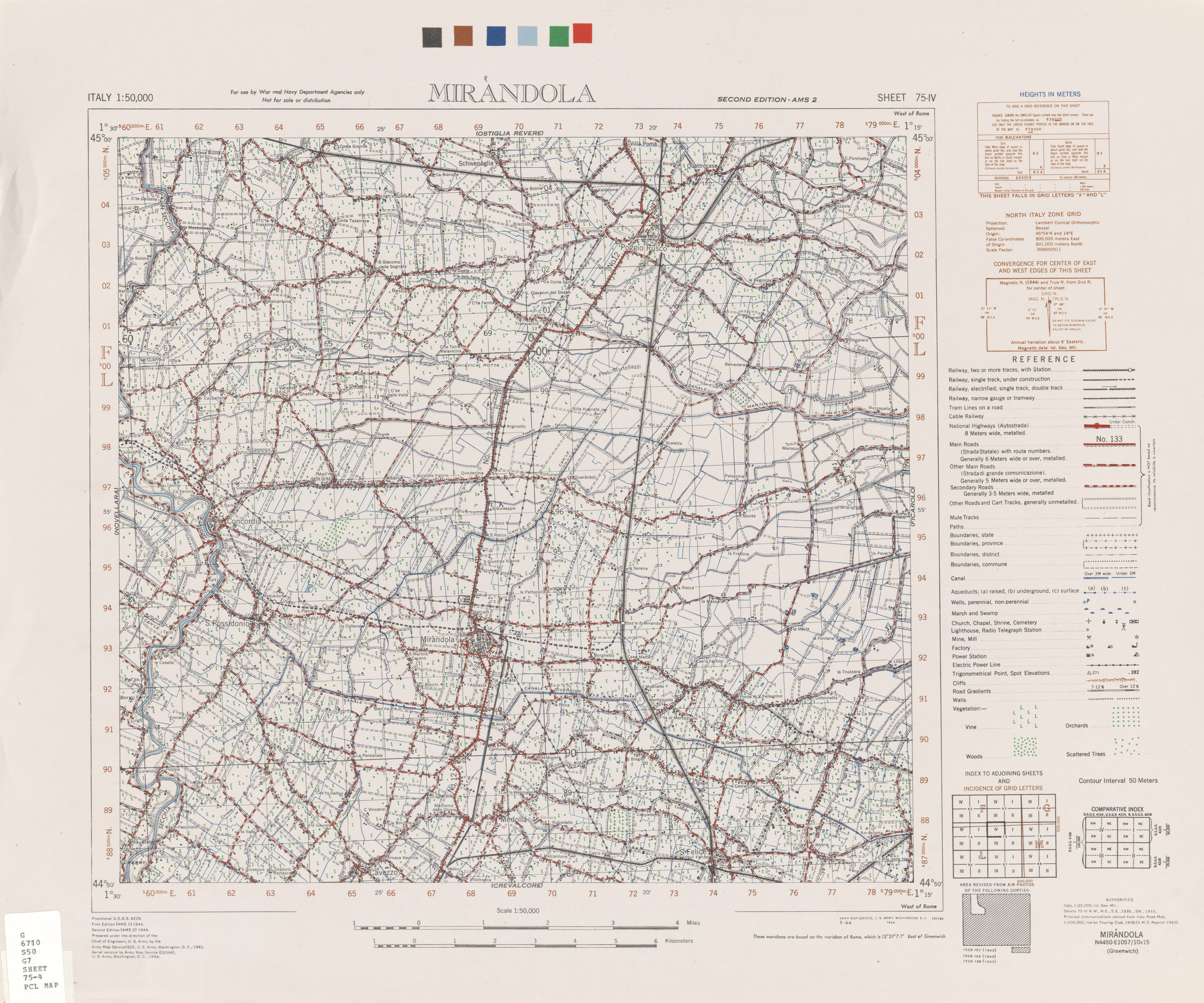
Mappa di Mirandola (US Army Map Service, 1941)

I paracadutisti, comandati dal capitano Carlo Francesco Gay e dal tenente Guerrino Ceiner, vennero organizzati in 26 pattuglie di 6-8 uomini (eccezionalmente 12-16), a cui fu assegnato una zona di lancio ciascuna, situata all'interno di un triangolo avente per vertici Ferrara, Mirandola e Ostiglia, con baricentro a Poggio Rusco. Alla centuria Nembo venne assegnata la porzione nord (tra Poggio Rusco ed Ostiglia-Revere), mentre allo Squadrone F l'area inclusa fra Mirandola, Medolla, San Felice sul Panaro e Finale Emilia.

## Equipaggiamento
Ogni pattuglia era dotata di una mitragliatrice Bren e due mitra Sten, mentre ogni paracadutista era armato con una pistola Beretta o un revolver Smith & Wesson, mitra Beretta MAB 38 da 400 munizioni, bombe a mano, bombe esplosive incendiarie e illuminanti, pistola di segnalazione Very, pugnale da combattimento "Fairbairn and Sykes", coltello a serramanico, esplosivo al plastico, micce con congegni a strappo e a precisione, capsule, pinze, scatola di nerofumo, morfina e siringhe, bussola, oltre a viveri e generi di conforto per due giorni.
Le mappe dell'operazione, in scala 1:50.000, furono consegnate poco prima del lancio.

## Il lancio
Il comando inglese avviò i movimenti il 19 aprile 1945, quando il maggiore britannico Alan Ramsay tenne a rapporto i comandanti della missione.
Alle 18:00 del 20 aprile 1945 i paracadutisti italiani salirono a Castiglioncello sugli autocarri diretti all'aeroporto di Rosignano (Livorno), dove furono imbarcati su 14 aerei Douglas C-47 Dakota/Skytrain statunitensi dello U.S. 64th Troop Carrier Group, che partirono tra le 20:45 e 21:15.
La massiccia difesa contraerea dei tedeschi ostacolò gli aerei, condotti da piloti statunitensi senza esperienza in lanci notturni o che avevano pilotato solo semplici aerei cargo, che furono costretti a modificare il piano di volo oppure a volare più velocemente: per tale motivo alcuni dei lanci, effettuati a 300-1 000 metri di altitudine, furono effettuati parzialmente in maniera errata, cosicché in alcuni casi i militari vennero sparpagliati in gruppi piccoli anche di soli 2-4 uomini e a una distanza fino a 40 km dal punto di atterraggio. Ad ogni modo, il risultato di questo "errore" non fece altro che aumentare ulteriormente il panico fra i tedeschi, che a quel punto credettero di essere attaccati da migliaia di paracadutisti lanciati ovunque.
Le zone di lancio furono:
- In provincia di Bologna:

San Pietro in Casale (frazioni di Maccaretolo e Gavaseto), Galliera (fraz. San Venanzio), Pieve di Cento,
- In provincia di Ferrara:

Bondeno (Loc. Zerbinate), Sant'Agostino, Cento (fraz. Casumaro), Mirabello (Loc.tà Madonna della Neve), Poggio Renatico (Borgata Casette Bianche o Casette Reno, Fraz. Chiesa Nuova – Fraz. Gallo), Fraz. Coronella – Loc. Torre Uccellino), Vigarano Mainarda (Loc. Madonna Boschi).
- In provincia di Mantova:

Poggio Rusco (Fraz. Dragoncello, Corte Vangadizza, fraz. Quattrocase), Villa Poma (Loc.tà Arginone), Sermide (Fraz. Malcantone e Santa Croce), Magnacavallo, Schivenoglia.
- In provincia di Modena:

Ravarino (Loc. Stuffione), Mirandola, San Damaso, Cavezzo (Fraz. Disvetro), San Prospero (Fraz. San Martino Secchia).
L'aereo su cui volava il maggiore Alan Ramsay (capo missione), che avrebbe dovuto lanciare due pattuglie sulla base aerea di Poggio Renatico, non riuscì ad individuare la zona di lancio a causa della fitta contraerea nemica e dovette rientrare, nonostante le forti proteste dei paracadutisti italiani.

## Le azioni

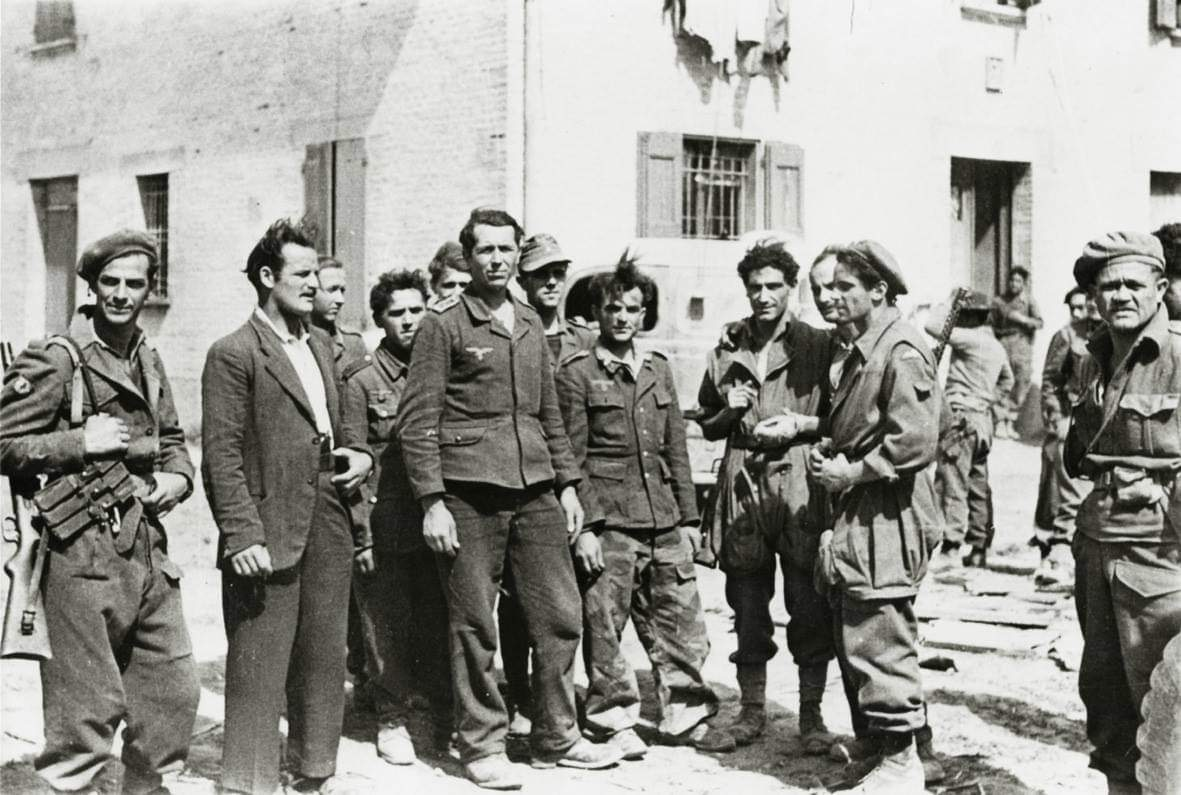
Prigionieri tedeschi catturati dai paracadutisti italiani dell'operazione Herring (Poggio Renatico, aprile 1945)

Nelle notti del 20, 21, 22 e 23 aprile 1945 vennero effettuate varie azioni di guerriglia e sabotaggio alle spalle dell'esercito tedesco fortificato nella Linea Gotica 2.
Quella che doveva essere guerriglia si trasformò invece in una dura battaglia che portò alla conquista di 3 ponti, alla distruzione di una polveriera, 44 automezzi blindati, corazzati o protetti, al taglio di 77 linee telefoniche, con in aggiunta (assieme ai partigiani) l'uccisione di 481 tedeschi ed alcuni elementi della milizia, e la cattura di almeno 2083 prigionieri. Le perdite italiane (esclusi i partigiani) furono di 30 morti, e 12 feriti (più un morto britannico); la discrepanza tra morti e feriti si spiega anche perché l'ordine per i tedeschi era di non fare prigionieri, e di considerare come banditi partigiani e badogliani. Va però detto che non appena questo ordine giunse a conoscenza degli uomini della Nembo alcuni di essi attuarono verso i tedeschi lo stesso trattamento. Le truppe italiane furono quindi raggiunte da reparti alleati (e ulteriori formazioni partigiane) favorendo il forzamento del Po, a parte il supporto di poche decine di partigiani avevano dovuto combattere da soli fino alla tarda serata del 20 aprile in condizioni di nettissima inferiorità numerica.
Nel complesso i paracadutisti in tre giorni di aspri combattimenti portarono a termine la loro missione catturando circa 2000 soldati nemici, attaccando colonne tedesche, minando 7 strade di grande traffico, distruggendo 77 linee telefoniche, salvando alcuni ponti utili agli alleati e soprattutto provocando grande panico nelle retrovie del nemico. Le perdite totali tra le pattuglie dello Squadrone F e del Nembo ammontarono a 21 caduti, 14 feriti e 10 dispersi pari a circa 20% delle forze impiegate.

### Combattimento di Ca' brusada

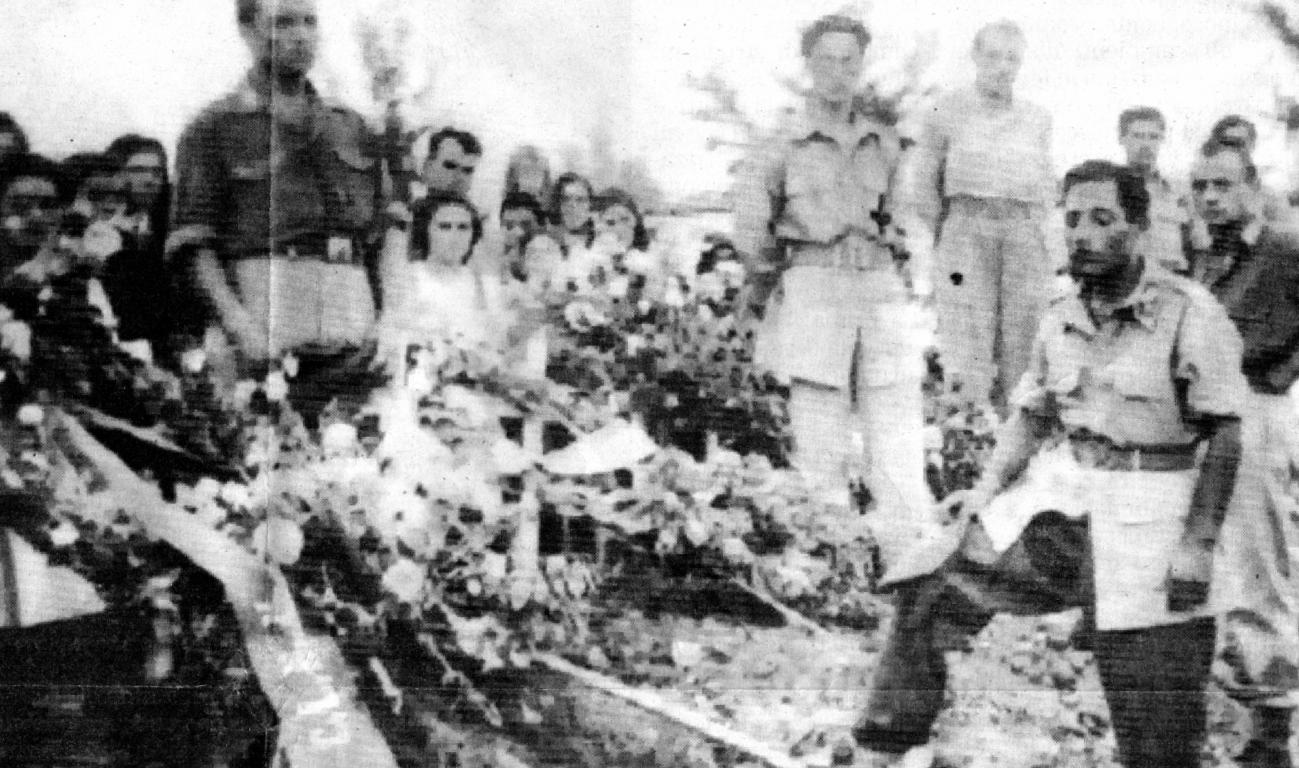
Riesumazione nell'estate 1945 dei quattordici caduti dell'Operazione Herring

Quattordici parà italiani atterrarono sulle vaste campagne di Dragoncello, una frazione del comune di Poggio Rusco e in quella contigua del Dosso dell'Inferno, frazione del comune di Magnacavallo, in provincia di Mantova, dove i tedeschi avevano creato un ospedale militare. Essi si misero subito all'opera e catturarono due soldati tedeschi, ma furono scoperti da una ventina di soldati nemici. I paracadutisti tentarono di trovare un posto dove nascondersi e fuggirono verso il centro abitato della frazione, dopo circa 500 metri cambiarono direzione e si avviarono verso una strada ghiaiosa e stretta, dove trovarono rifugio in una casa abitata da due civili, ma i tedeschi li scoprirono ed entrarono in casa. Subito si verificò un vero e proprio scontro all'interno di una sola abitazione trasformata in campo di battaglia, che si concluse tragicamente: morirono tutti e 14 i paracadutisti italiani assieme a 16 soldati tedeschi e ai due civili. L'edificio venne in seguito incendiato e proprio da questo prende il nome lo scontro a fuoco, difatti "Ca' brusada" nel dialetto locale significa "casa bruciata".
Tra gli italiani rimase vittima dello scontro il sottotenente Franco Bagna, il cui coraggio gli valse dopo la morte una medaglia d'oro al valor militare.
Oggi quella strada stretta e ghiaiosa non è cambiata dal punto di vista estetico, ma porta il nome di Franco Bagna. A 1 km, nel punto dove i 14 paracadutisti toccarono terra, si trova il monumento nazionale dedicato all'operazione Herring. L'azione di Ca' brusada fu poco incisiva sul piano generale, anche un poco per naja, perché lo stesso giorno, il 23 aprile del 1945, gli Alleati entrarono a Poggio Rusco e liberarono il paese.

## Decorati e Caduti

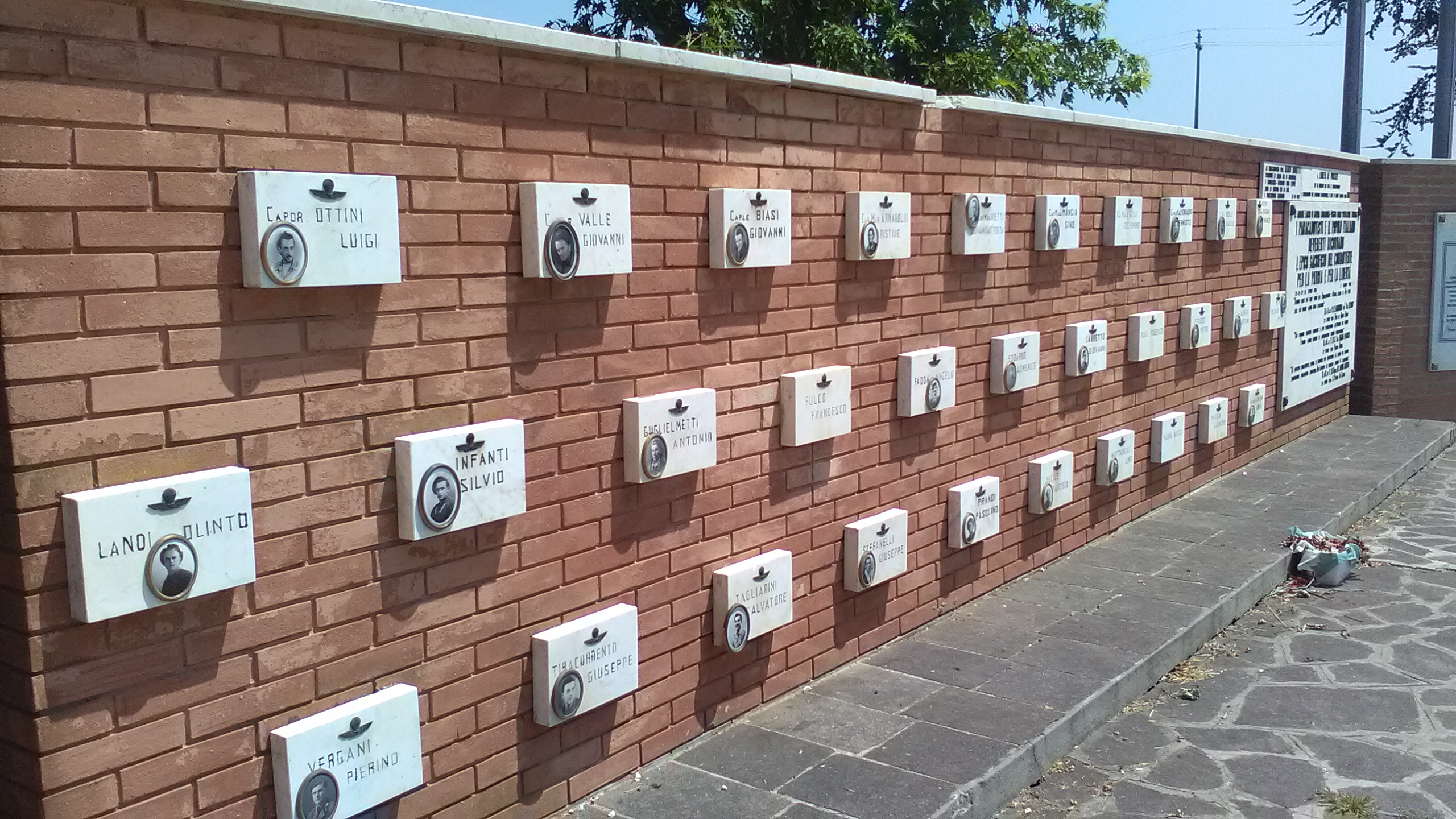
I caduti nell'operazione

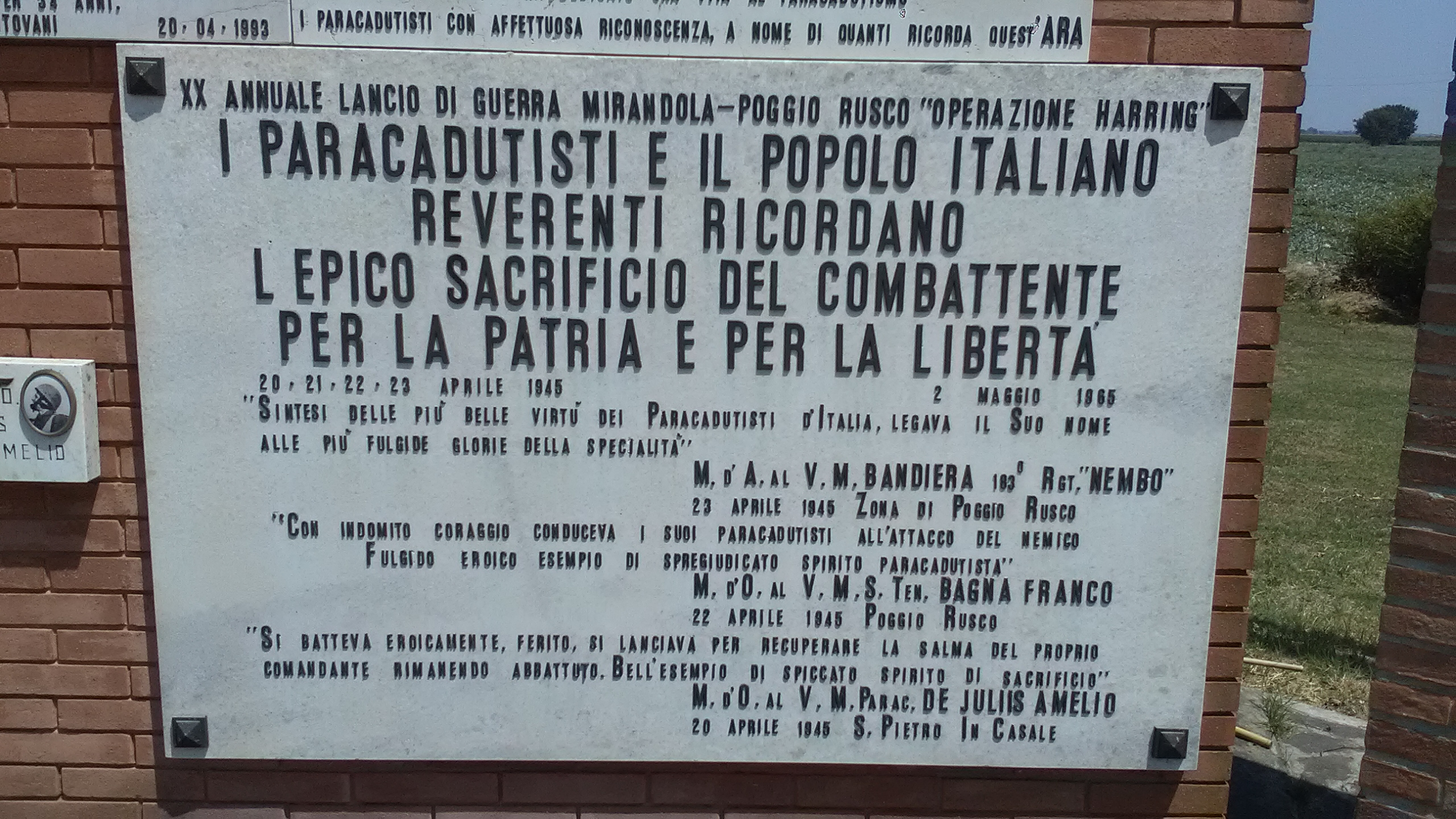
Lapide del 20º anniversario

### Medaglia d'oro al Valor Militare
- Franco Bagna, sottotenente paracadutista "alla memoria"
- Amelio De Juliis, paracadutista "alla memoria"[10]

### Medaglia d'argento al Valor Militare
- Angelo Rosas, sottotenente paracadutista "alla memoria"
- Aristide Arnaboldi, caporalmaggiore paracadutista "alla memoria"
- Gaetano Aldeghi, paracadutista "alla memoria"
- Gianni Biasi, caporale paracadutista "alla memoria"
- Francesco Fulco, paracadutista "alla memoria"
- Silvio Infanti, paracadutista "alla memoria"
- Gino Mangia, caporalmaggiore paracadutista "alla memoria"
- Lino Mottadelli, paracadutista "alla memoria"
- Giuseppe Tiracorrendo "Pino", paracadutista "alla memoria"
- Giovanni Valle, paracadutista "alla memoria"
- Giorgio Ganzini, tenente paracadutista
- Abelardo Iubini, sergentemaggiore paracadutista
- Ernesto Mondadori, paracadutista[11]
- Rino Ruvoli, sergentemaggiore paracadutista
- Spartaco Faticanti, paracadutista
- Celso Lupini, caporale paracadutista
- Giovanni Bona, paracadutista
- Giuseppe Lanati, paracadutista
- Domenico Tonon, paracadutista
- Pietro Merlo, caporale paracadutista

### Medaglia di bronzo al Valor Militare
- Temellini Aldo, tenente cpl. paracadutista
- Dell'era Vincenzo, Caporale paracadutista
- Giorgio Savonuzzi, sottotenente medico cpl. paracadutista
- Modesto Dall'Asta, sergente maggiore paracadutista
- Giovanni Bianchin, caporale maggiore paracadutista
- Primo Truzzi, caporale maggiore paracadutista
- Alfredo Vigna, paracadutista
- Sergio Arbizzani, paracadutista
- Luigi Baccan, paracadutista
- Gianfranco Mascaretti, paracadutista
- Luigi Pagliarusco, paracadutista
- Giovanni Lenzi, paracadutista
- Antonio Tedeschi, paracadutista
- Paolo Welponer, paracadutista

### Dispersi
- Olindo Landi, paracadutista
- Pasquino Prandi, paracadutista
- Giuseppe Stefanelli, paracadutista
- Giovanni Battista Vietti, paracadutista

### Caduti dello Squadrone "Folgore"
- Angelo Rosas, sottotenente cpl paracadutista, caduto a San Pietro in Casale (BO)
- Arnaboldi Aristide, caporale paracadutista , caduto a San Pietro in Casale (BO)
- Giovanni Biasi, caporale paracadutista, caduto a Poggio Renatico (FE)
- Amelio De Juliis, paracadutista, caduto a San Pietro in Casale (BO)
- Gaetano Aldeghi, paracadutista, caduto a Poggio Renatico (FE)
- Francesco Fulco, paracadutista, caduto a Poggio Renatico (FE)
- Giovanni Valle, paracadutista, caduto a Poggio Renatico (FE)
- Lino Mottadelli, paracadutista, caduto a Poggio Renatico (FE)
- Gino Mangia, paracadutista, caduto a Mirabello (FE)
- Silvio Infanti, paracadutista, caduto a Madonna dei Boschi (FE)
- Giuseppe Tiracorrendo, paracadutista, caduto a Mirabello (FE)
- Pierino Vergani, paracadutista, deceduto a Lendinara (RO) in seguito a ferite

## Ricordo

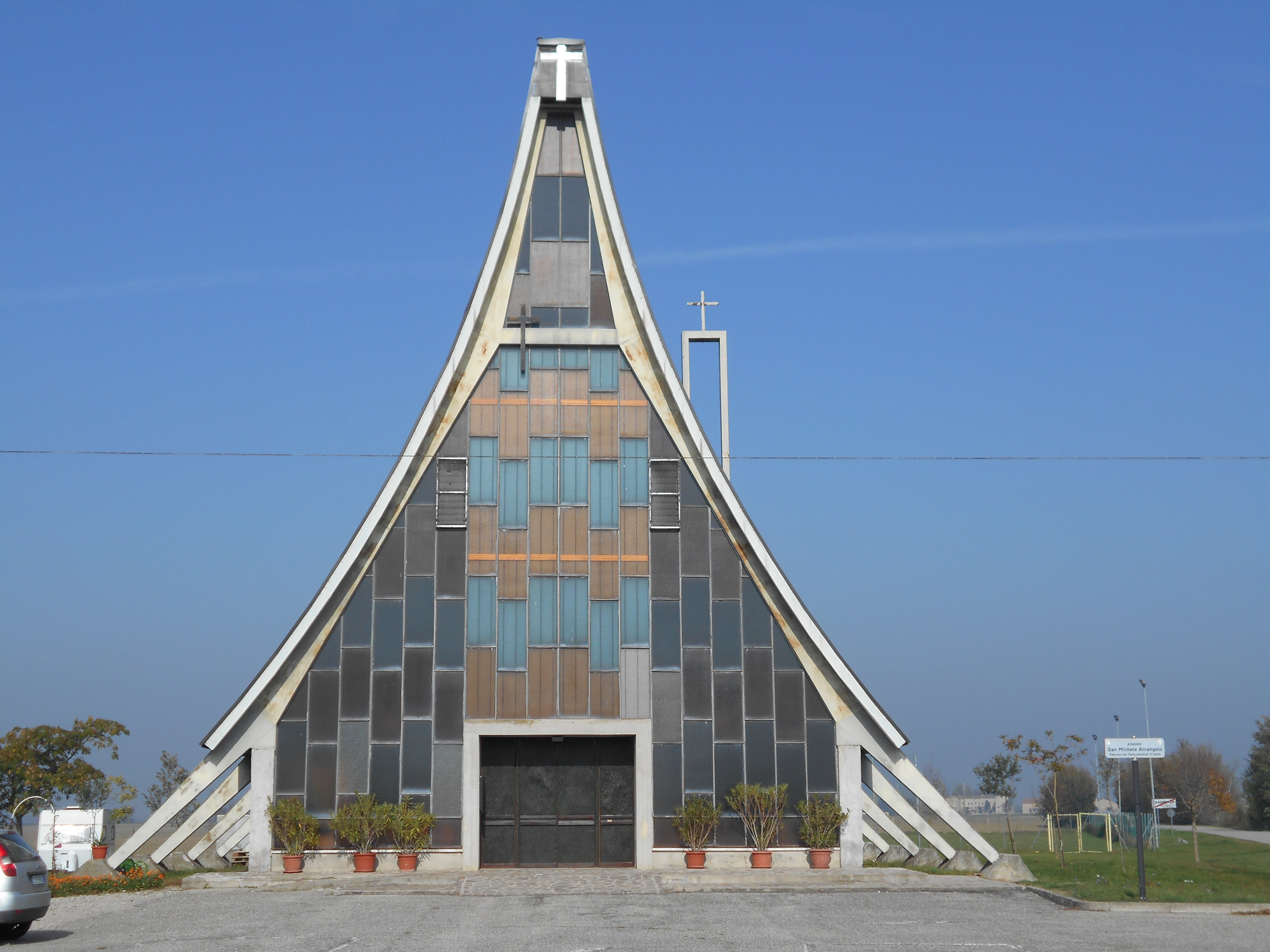
Chiesa della Beata Vergine Maria Ausiliatrice e santa Maria Maddalena

Il memoriale dell'operazione (realizzato nel 1960) e l'ara dei paracadutisti d'Italia (inaugurata il 30 aprile 1965) si trovano nella frazione di Dragoncello, nel comune mantovano di Poggio Rusco. Tra la fine degli anni 1960 e la metà degli anni 1970 venne edificata la chiesa della Beata Vergine Maria Ausiliatrice e santa Maria Maddalena, progettata dall'architetto Lino Morselli con un'originale forma che ricorda due mani slanciate verso il cielo da cui scesero i paracadutisti, raffigurati anche nelle grande vetrata.

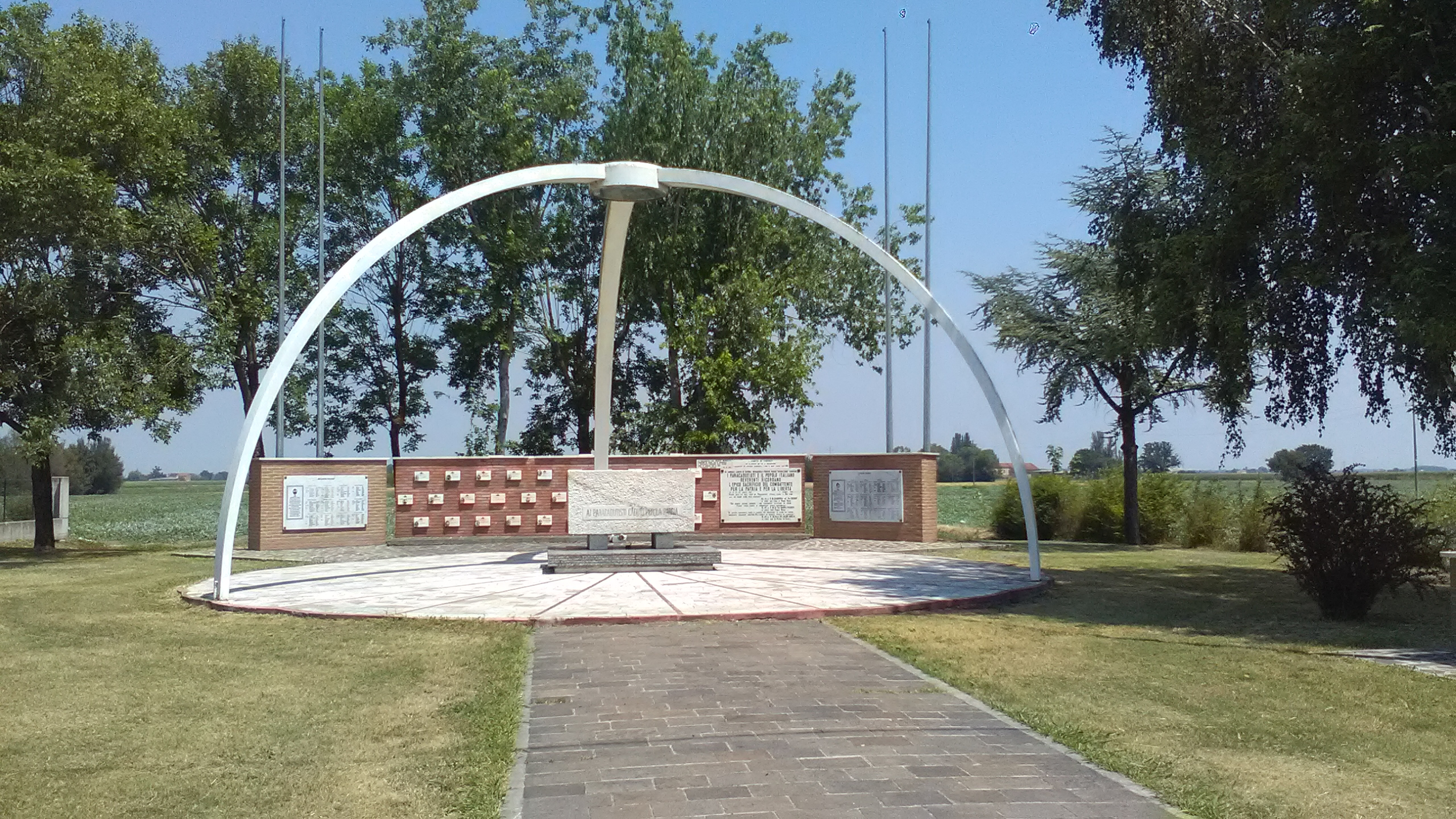
Memoriale dell'operazione Herring a Dragoncello

A poca distanza (circa 1,8 km), in località Fienil dei Frati in comune di Sermide e Felonica si trova un altro monumento dedicato ai quattro paracadutisti inizialmente dati per dispersi.
Una lapide è presente nel castello di Poggio Renatico, mentre un'altra si trova nel fondo Sant'Andrea di Ponte Rodoni.
A Maccaretolo di San Pietro in Casale una targa ricorda la medaglia d'argento Aristide Arnaboldi e la medaglia d'oro Amelio De Juliis, quest'ultimo uno dei più giovani paracadutisti italiani decorati con la medaglia d'oro.
Annualmente si svolge a Dragoncello una commemorazione dei caduti, con lancio di paracadutisti e rievocazioni storiche.
Nel vicino comune di Felonica è stato realizzato il museo della seconda guerra mondiale del fiume Po, con fotografie e cimeli.
Il 18 aprile 2015, in occasione delle manifestazioni per il 70º anniversario, è stato inaugurato a Gavello (frazione di Mirandola) il parco comunale "Operazione Herring" sito in via Fiorano.
Il 2 giugno 2017 è stato inaugurato a Ravarino il monumento ai Paracadutisti d'Italia in memoria dell'operazione Herring.
Un monumento ai Caduti dell'Operazione Herring è stato inaugurato il 20 aprile 2018 presso l'ex aeroporto di Rosignano Marittimo, da dove gli aerei con a bordo i paracadutisti italiani decollarono per la missione. Il cippo commemorativo è stato posizionato presso il podere "Casone" a Vada, sede nel 1944 del no. 338 Wing della Royal Air Force e di uffici e magazzini logistici del campo di volo. Il monumento è sorto per volontà del 185º Reggimento ricognizione ed acquisizione obbiettivi “Folgore” (Rrao) di Livorno. La pannellistica che illustra l'operazione è stata preparata dallo storico locale Gabriele Milani.